# Плопи (Телеорман)
Плопи (рум. Plopi) насеље је у Румунији у округу Телеорман у општини Беука. Oпштина се налази на надморској висини од 128 m.

## Становништво
Према подацима из 2002. године у насељу је живело 282 становника, од којих су сви румунске националности.